# Procidis
Procidis é um estúdio de animação francês fundado por Albert Barillé, que produziu as séries educacionais: "Era Uma Vez..." (l était une fois...) (o Homem, o Espaço, a Vida, as Américas, os Inventores, os Exploradores e o Planeta Terra). Seus programas foram vendidos em mais de cem países, incluindo Portugal. O estúdio também produziu a série "Les Zooriginaux", que foi lançada em França, Bélgica, Alemanha, Itália e no Reino Unido.

## Filmografia
- 1978: Era uma vez... o homem (Il était une fois... l'Homme)
- 1982: Era Uma Vez… o Espaço (Il était une fois... l'Espace)
- 1987: Era Uma Vez... a Vida (Il était une fois... la Vie)
- 1991: Era Uma Vez... as Américas (Il était une fois... les Amériques)
- 1994: Era Uma Vez... os Inventores (Il était une fois... les Découvreurs)
- 1996: Era Uma Vez... os Exploradores (Il était une fois... les Explorateurs)
- 2001: Les Zooriginaux
- 2008: Era Uma Vez... o Planeta Terra (Il était une fois... notre Terre)